# Rizoide

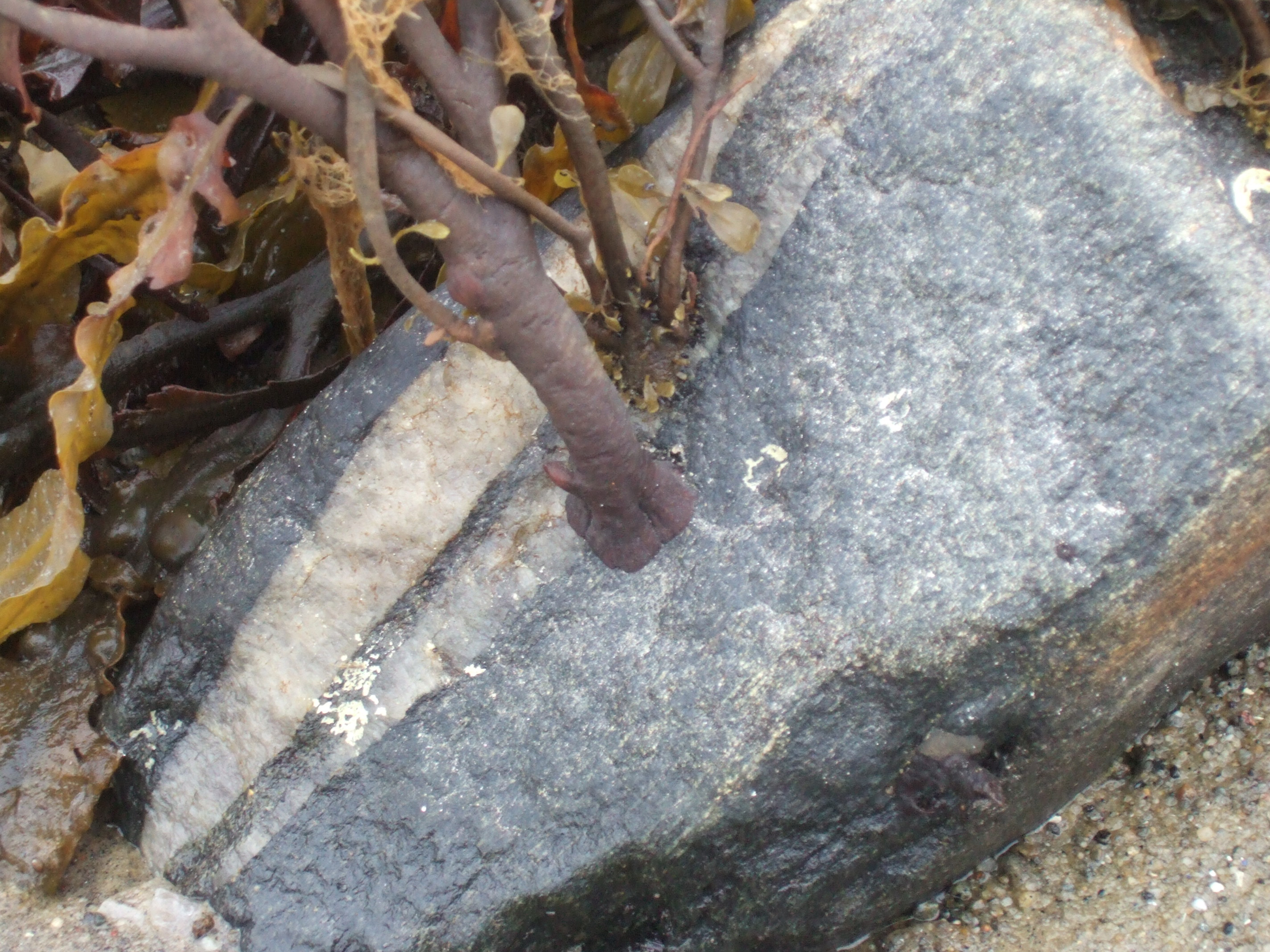
Alga fixada a una roca.

Un rizoide és una estructura semblant a una arrel o part inferior de vegetals no cormofítics o en alguns animals aquàtics. Té com a funció principal la fixació al substrat en alguns organismes aquàtics com ara algues, crinoïdeus, cnidaris colonials, fongs, molses i esponges. Sovint els rizoides prenen un aspecte filamentós, però l'estructura és molt més simple, fins al punt que a vegades és unicel·lular. Els rizoides varien en forma i funció depenent de l'espècie i del tipus de substrat. Els rizoides dels organismes que viuen en substrats fangosos sovint tenen complexes ramificacions. En canvi, els rizoides dels organismes que viuen en substrats sorrencs tenen forma de bulb i són molt flexibles, permetent introduir tot el cos en el substrat quan el rizoide es contreu. Finalment, els rizoides dels organismes que viuen sobre superfícies llises (com la superfície d'un bloc de pedra) presenten la seva base literalment enganxada a la superfície. L'organisme no obté els nutrients a través de l'íntim contacte amb el substrat, fet degut principalment al fet que l'extracció enzimàtica de nutrients del substrat l'erosionaria, augmentant el risc de despreniment de l'organisme.